# Alzacki Szlak Romański

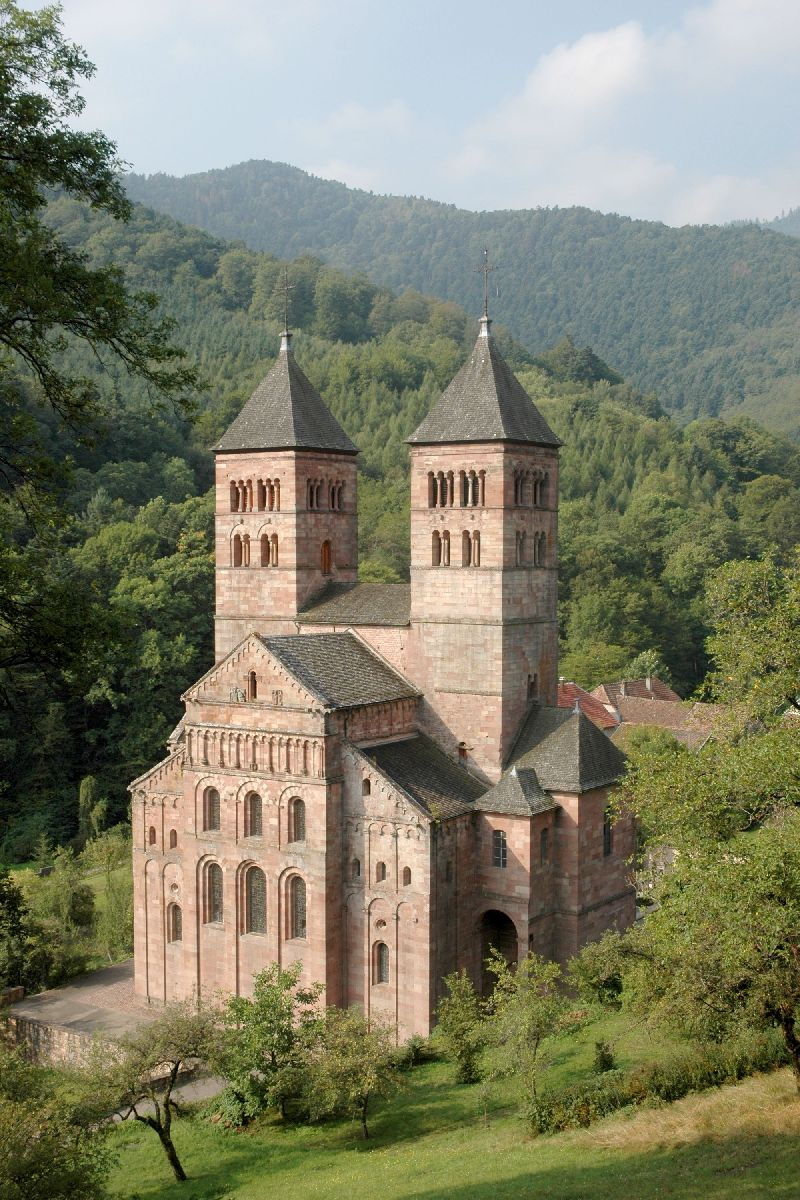
Opactwo w Murbach

Alzacki Szlak Romański (fr. La Route Romane d’Alsace) – trasa łącząca najciekawsze zabytki architektury romańskiej w Alazacji. Przebiega on przez następujące miejscowości:
- Wissembourg
- Altenstadt
- Surbourg
- Neuwiller-lès-Saverne
- Saint-Jean-Saverne
- Marmoutier
- Obersteigen
- Strasburg
- Eschau
- Rosheim
- Andlau
- Epfig
- Sélestat
- Sigolsheim
- Kaysersberg
- Gueberschwihr
- Murbach
- Lautenbach
- Guebwiller
- Ottmarsheim
- Feldbach

W wymienionych miejscowościach i ich najbliższych okolicach znajduje się ponad 120 zabytków romańskich, pochodzących głównie z XII i XIII wieku.